# 金子文子と朴烈
『金子文子と朴烈（パクヨル）』（かねこふみことパクヨル、原題：박열（→朴烈））は、2017年の韓国映画。朝鮮と日本で活動したアナキスト（無政府主義者）の朴烈（パクヨル）と、朴に共鳴した日本人女性アナキスト金子文子を描いた歴史映画、伝記映画で、1923年の関東大震災朝鮮人虐殺事件や朴烈事件がとりあげられている。
2017年6月28日韓国で劇場公開され、1週間足らずで観客動員数100万人を記録した。日本では2018年3月9日に第13回大阪アジアン映画祭にて『朴烈（パクヨル） 植民地からのアナキスト』の邦題で初公開後、2019年2月に『金子文子と朴烈』と改題されて一般公開された。

## 出演
- イ・ジェフン - 朴烈（パクヨル）[4]
- チェ・ヒソ - 金子文子[4]
- キム・インウ - 水野錬太郎[4]
- キム・ジュンハン - 立松懐清
- 山野内扶 - 布施辰治[4]
- 金守珍 - 牧野菊之助[4]
- 趙博 - 内田康哉
- 柴田善之 - 山本権兵衛
- 小澤俊夫 - 田健治郎
- 佐藤正行 - 平沼騏一郎
- 金淳次 - 若槻礼次郎
- 松田洋治 - 江木翼
- ハン・ゴンテ - 栗原一男
- ユン・スル - 新山初代
  - 劇団新宿梁山泊メンバー[4]

## 受賞

### 2017年度
- 第38回青龍映画賞：新人女優賞（チェ・ヒソ）
- 第54回大鐘賞：監督賞（イ・ジュニク）、主演女優賞（チェ・ヒソ）、新人女優賞（チェ・ヒソ）、衣装賞（イ・ジェソン）、美術賞（シム・ヒョンソプ）
- 第23回春史大賞映画祭：新人女優賞（チェ・ヒソ）
- 第26回釜日映画賞：脚本賞（ファン・ソング）、新人女優賞（チェ・ヒソ）
- 第38回黄金撮影賞：最優秀主演女優賞（チェ・ヒソ）
- 第37回韓国映画評論家協会賞：脚本賞（ファン・ソング）、新人女優賞（チェ・ヒソ）、10大映画賞
- 第18回釜山映画評論家協会賞：新人女性演技賞（チェ・ヒソ）
- 第17回ディレクターズ・カット・アワード：特別言及賞、今年の女性新人演技者賞（チェ・ヒソ）
- 第9回今年の映画賞：新人女優賞（チェ・ヒソ）
- 第4回韓国映画制作者協会賞：監督賞（イ・ジュニク）
- 第1回ザ・ソウル・アワード：映画部門 大賞、映画部門 女優新人賞（チェ・ヒソ）
- 第17回大韓民国青少年映画祭：人気映画人男性俳優部門 大賞（イ・ジェフン）
- レジスタンス映画祭：ベスト・ディレクター賞（イ・ジュニク）、ベスト・アクター賞（イ・ジェフン）、ベスト・アクトレス賞（チェ・ヒソ）